# 2083 Smither
A 2083 Smither (ideiglenes jelöléssel 1973 WB) egy kisbolygó a Naprendszerben. Eleanor F. Helin fedezte fel 1973. november 29-én.